# Windhaag bei Freistadt
Windhaag bei Freistadt je městys v rakouské spolkové zemi Horní Rakousy, v okrese Freistadt. Území obce sousedí s Českou republikou. V roce 2012 zde žilo 1 641 obyvatel.

## Historie
Území se připomíná od 12. století, kdy patřilo k rakouskému vévodství. Po roce 1120 kolonizátoři postupně vymýtili les severně od Freistadtu, což byl počátek osídlení Windhaagu.
Nejstarší písemná zmínka označuje „Winthag“ v listině z roku 1456. Etymologie jména "Ježibaba" je odvozena z tohoto větrného místa, obývaného tehdy jen Slovany (staroněmecky Wenden). Roku 1380 se zde připomíná dřevěná kaple. V roce 1487 byl zemskými pány ze Starhembergu postaven pozdně gotický kamenný kostel sv. Štěpána, který ve starší době podléhal mateřské farnosti v Grünbachu a byl vysvěcen roku 1507 pasovským biskupem.
Od roku 1490 bylo místo připojeno k hornorakouskému knížectví nad Enží.
Během 16. století se obec hospodářsky i kulturně rychle rozvíjela. Již v roce 1614 zde byla škola a vodovod. Rozmach sídla potvrdil 12. května 1641 císař Ferdinandem III. udělením tržních práv a soudní pravomoci s pranýřem. Heinrich Wilhelm ze Starhemberga je v kronice uveden jako dobrý hospodář. Rozvíjelo se zde pivovarnictví, obchod se lněnou přízí a provaznictví. Roku 1680 kostel vyhořel a v roce 1704 se jako opravený stal sídlem samostatné farnosti Windhaag.
Od středověku do 19. století se dřevo, skácené z okolních lesů plavilo po řece na sever, směrem na České Budějovice a Prahu. Díky své poloze stranou od hlavních obchodních cest byly zdejší tržiště i statky ušetřeny válečného chaosu.
Požáry z let 1841 a 1872 vedly k přestavbě farního kostela do dnešní podoby, v níž je stále dominantou obce. V roce 1848 se prvním starostou a soudcem nové obce stal Leopold Sicher.

## Památky
- Farní kostel sv. Štěpána

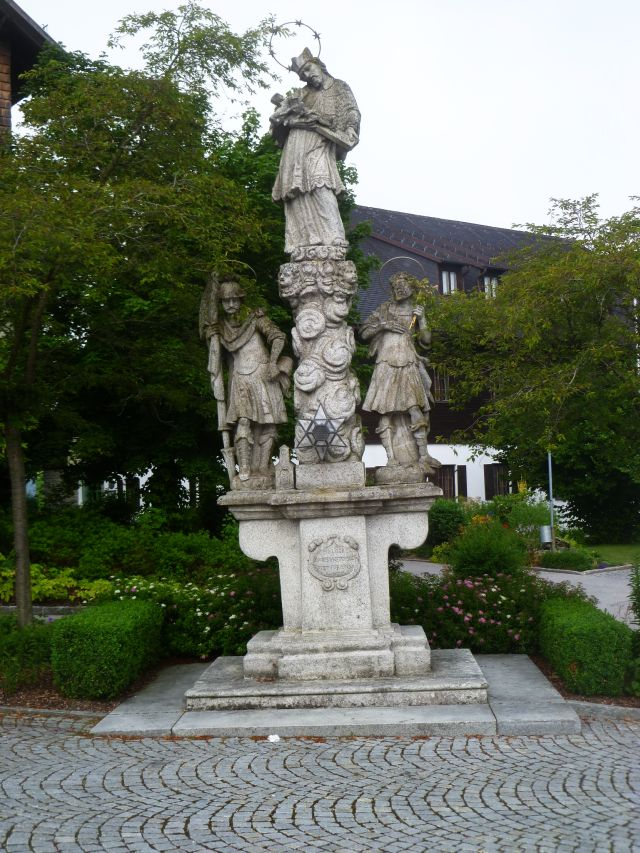
Statue sv. Jana Nepomuckého se sv. Donátem a Floriánem (1731)

- Stará fara – raně barokní patrová budova
- Stará škola – budova sloužila svému účelu od roku 1614 do roku 1967
- Sousoší sv. Jana Nepomuckého se sv. Donátem a Floriánem z roku 1731, na sokl erb objednavatele
- Kamenná nádrž kašny – sloužila již prvnímu městskému vodovodu, nejméně od roku 1614 a slouží dosud
- Muzeum v přírodě (Freilichtmuseum) Hofwieshammer